# 岩洞ダム

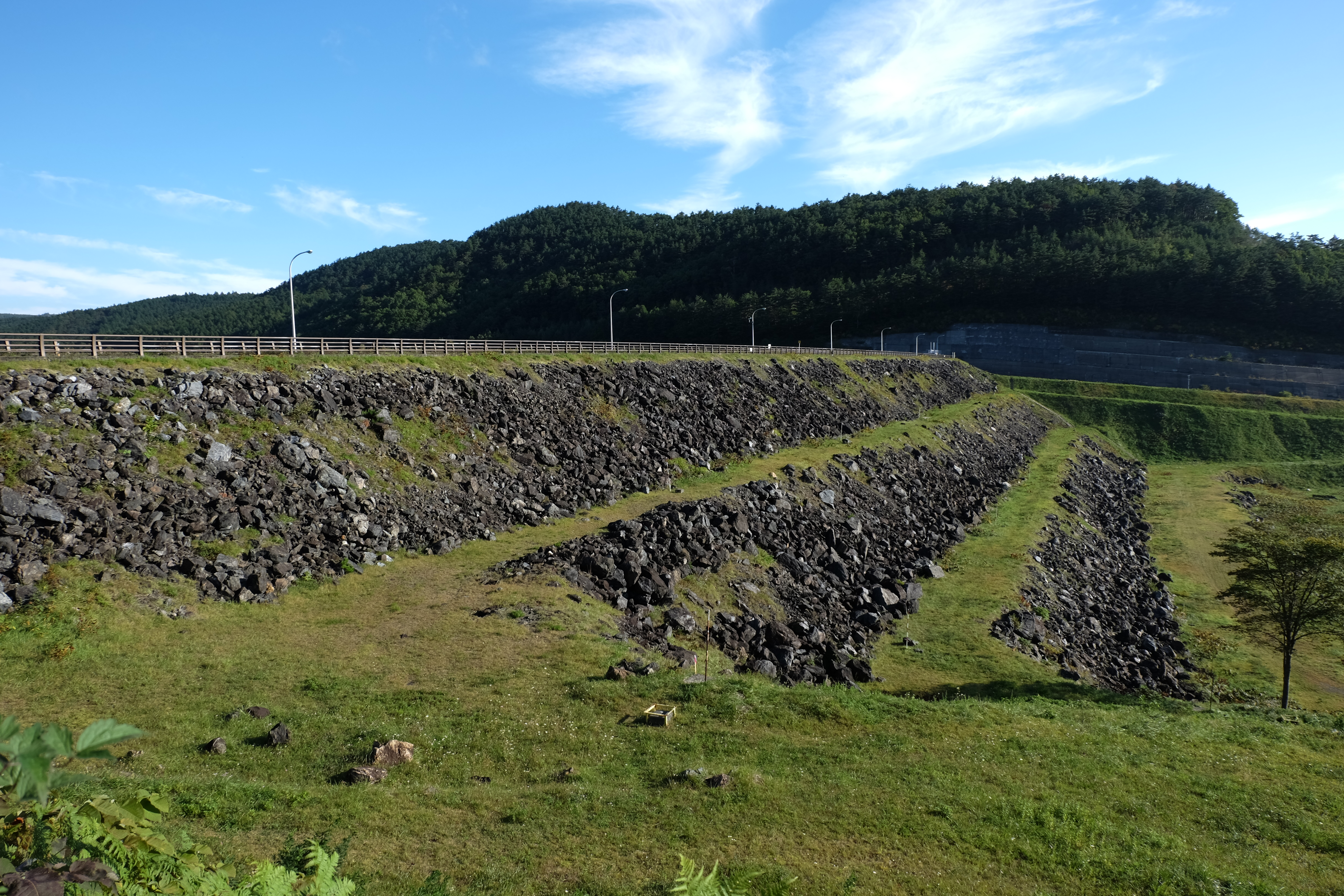
ダム堤体（2013年9月29日）

岩洞ダム（がんどうダム）は、岩手県盛岡市藪川、一級河川・北上川水系丹藤川に建設されたダムである。
農林省（農林水産省）東北農政局が国営岩手山麓開拓建設事業の中心事業として建設した農業用ダムで、現在は岩手県企業局が管理する県営ダム。かんがいが主目的であるが水力発電の目的も持つ多目的ダムである。堤高40メートルのロックフィルダムである。ダム湖は岩洞湖（がんどうこ）と呼ばれるがこちらが有名で、地域のレクリェーションスポットとして観光客が多い。

## 沿革
古来より北上川流域は稲作が盛んであったが、北上川本川は松尾鉱山からの強酸性の河水により農業に利用する事は不可能であった。このため各支流からの取水を行っていたが、旱魃時には直ぐに水不足に陥り、各地で凄惨な「水争い」を繰り広げていた。戦前より灌漑用の貯水池建設を地元より要望されていた農林省は、戦後食糧増産の緊急性もあって北上川流域に灌漑用のダムを建設する計画を立てた。
これに伴い山王海ダム（滝名川）・豊沢ダム（豊沢川）等が建設されたが、北上川上流の丹藤川にも巨大な貯水池を有する灌漑用ダムを計画、1960年（昭和35年）に完成した。ダムの型式はロックフィルダムであるが、中心部にあって水を遮断するコアが傾斜している「傾斜土質遮水壁型ロックフィルダム」という型式である。この型式はロックフィルダムの中では稀少なものであるが、御母衣ダム（庄川）・九頭竜ダム（九頭竜川）・岩屋ダム（馬瀬川）の様に大規模なものが多い。岩洞ダムはその中では最も堤高が低く、高さは40.0mである。
ダムは岩手県による県営発電にも利用されており、岩洞第一発電所・岩洞第二発電所の2つの水力発電所によって認可出力約50,000kWを発電している。この事から、岩洞ダムは灌漑と水力発電を目的とする多目的ダムといえる。だが、洪水調節機能を有していないので厳密な意味での多目的ダムとは異なる。

## 岩洞湖

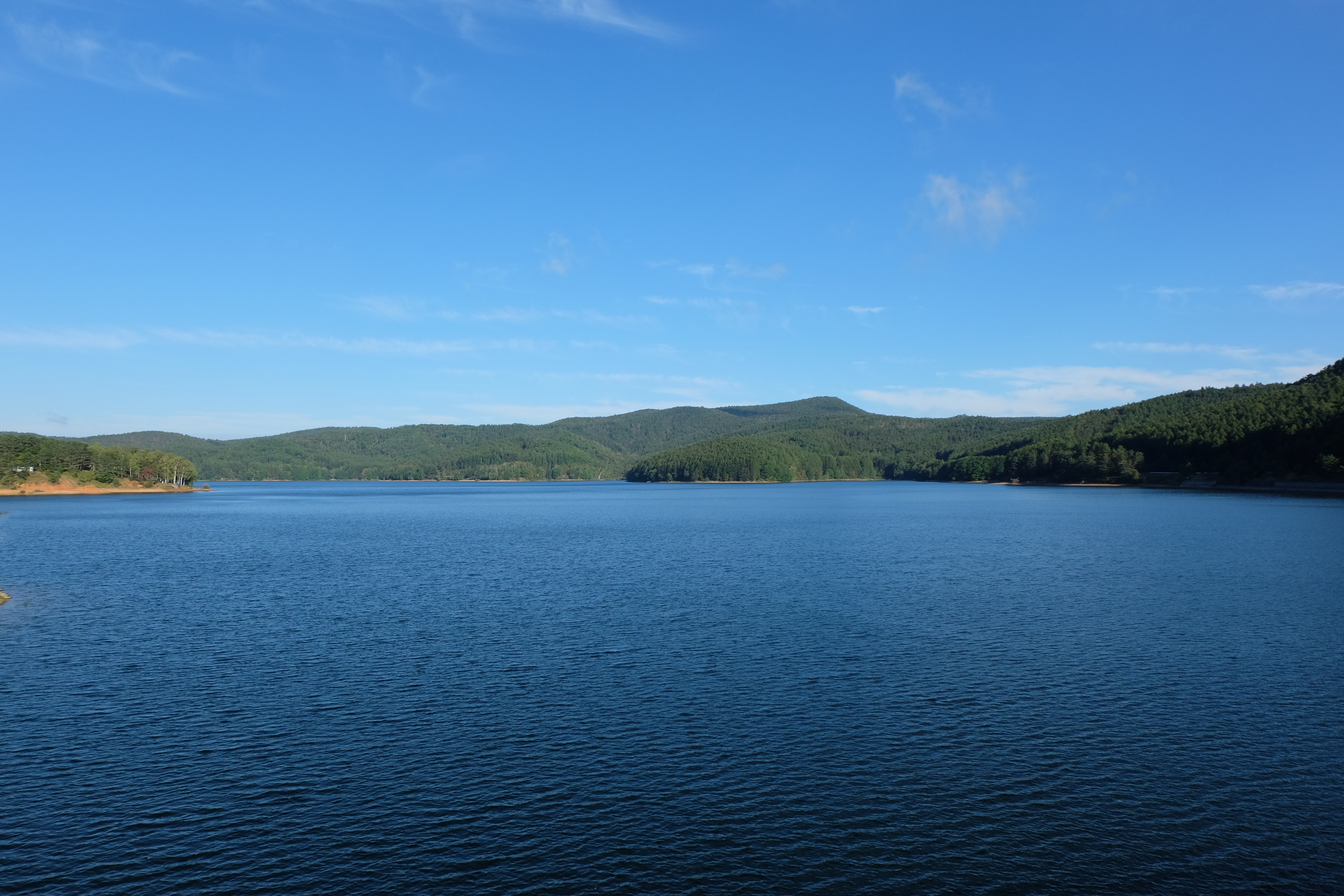
岩洞湖（2013年9月29日）

ダムによって出現した人造湖は岩洞湖として2005年（平成17年）財団法人ダム水源地環境整備センターの選定でダム湖百選に選ばれている。
岩洞湖は全国のダム湖の中で堆砂の進行が最も遅いダムの一つで、試算では無策で放置した場合約70万年経たないと、堆砂容量が満杯にならないと見込まれている。
周囲は自然が豊富で新緑や紅葉が美しく、盛岡市内からも国道455号で比較的近い位置にあることから釣り・キャンプ・カヌー等のレジャー客が多く訪れる。
1961年（昭和36年）、ダム完成の翌年には外山早坂高原県立自然公園にも指定されている。

## 交通
国道455号 - 並行
盛岡駅東口1番のりばからジェイアールバス東北早坂高原線で「岩洞湖」バス停下車。

## ギャラリー

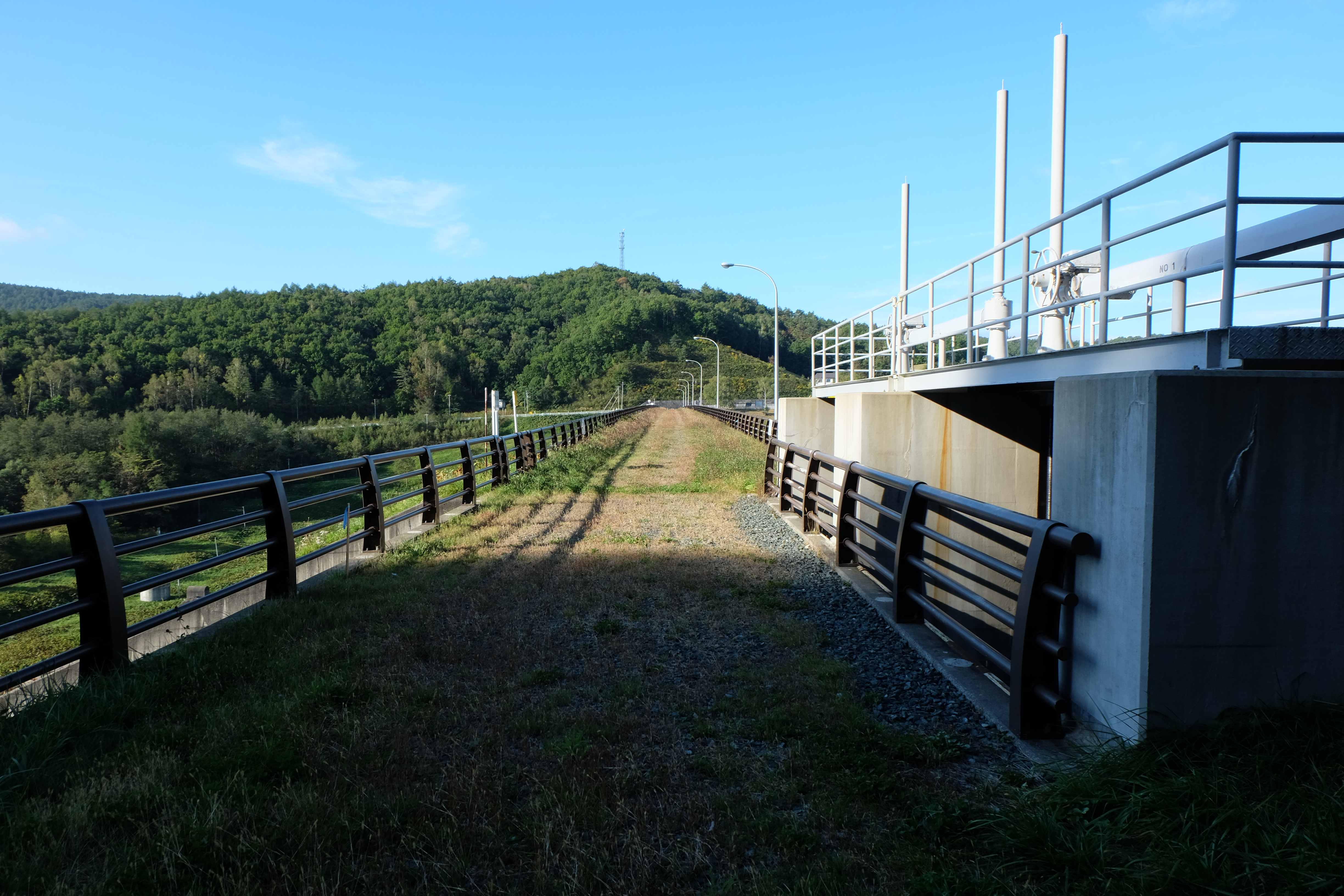
ダム天端（2013年9月29日）
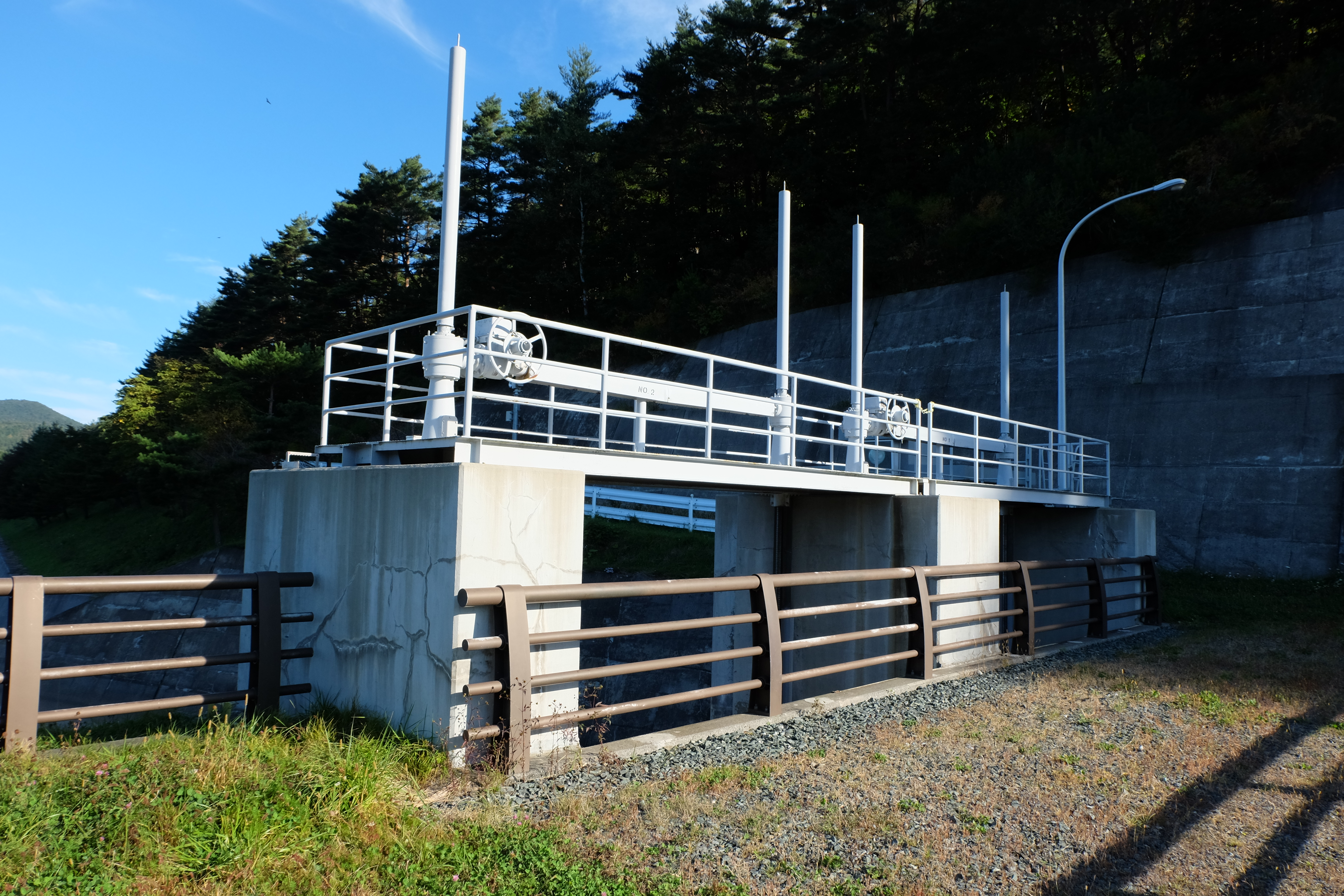
水門（2013年9月29日）
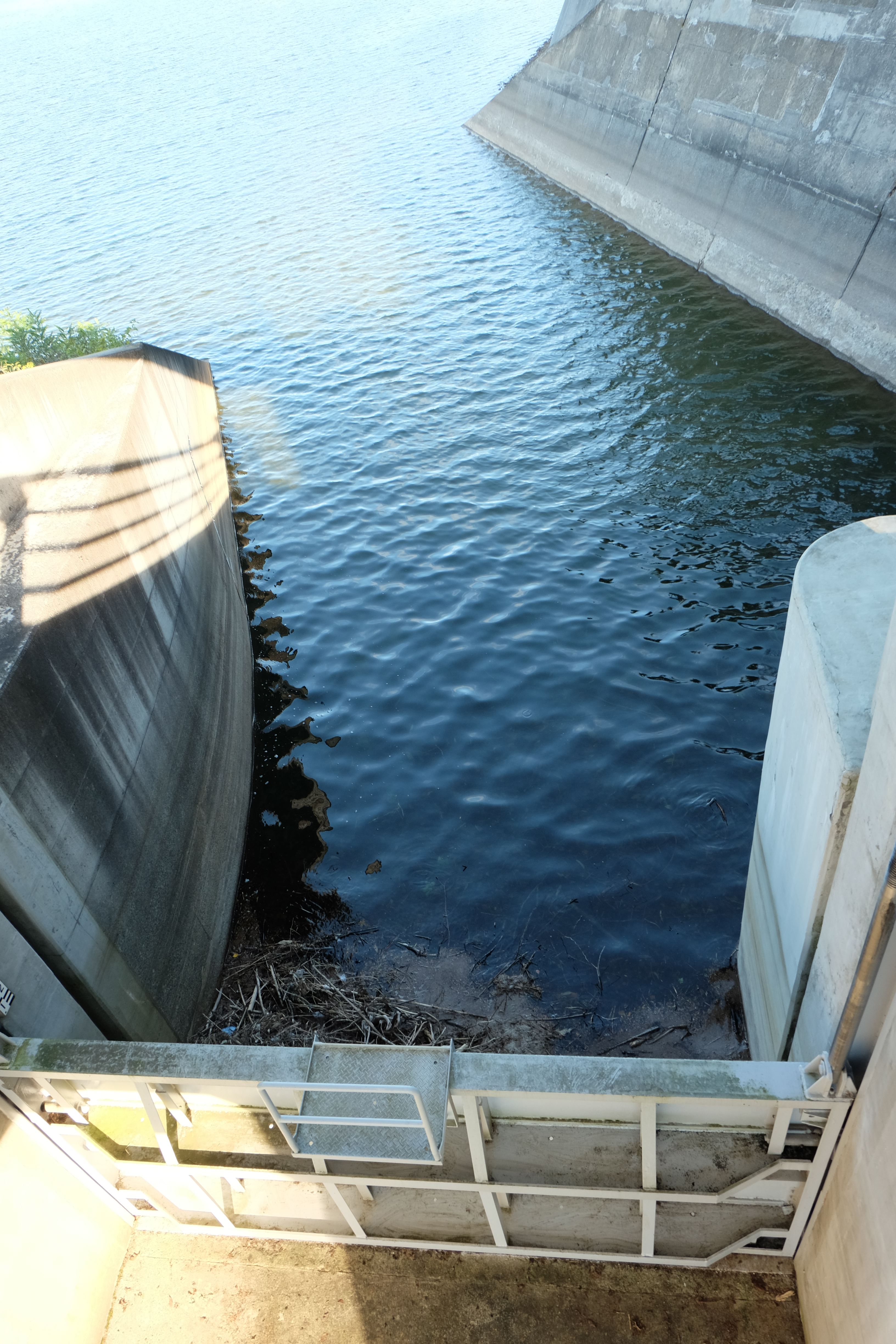
水門の様子（2013年9月29日）
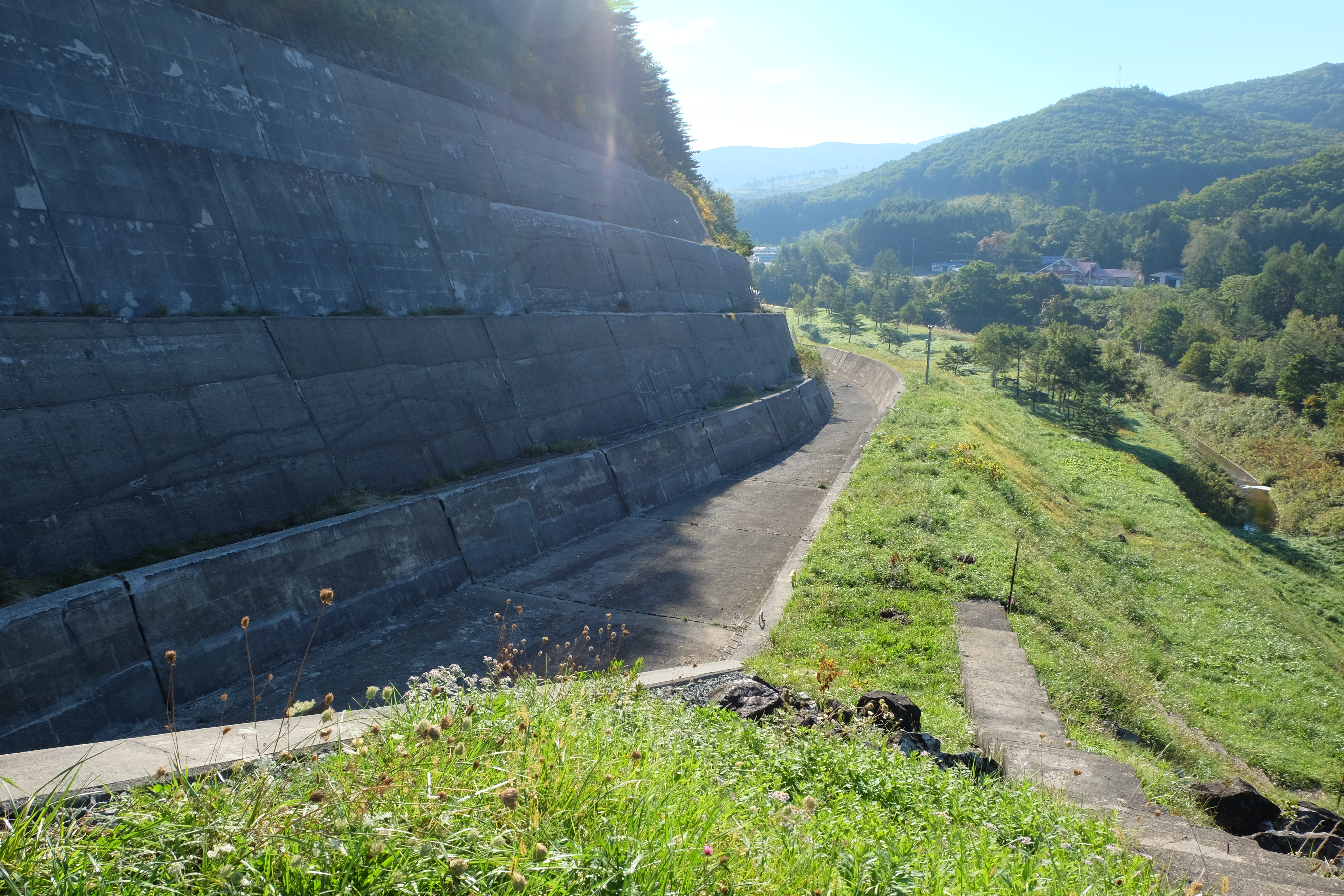
ダム堤体と水路（2013年9月29日）
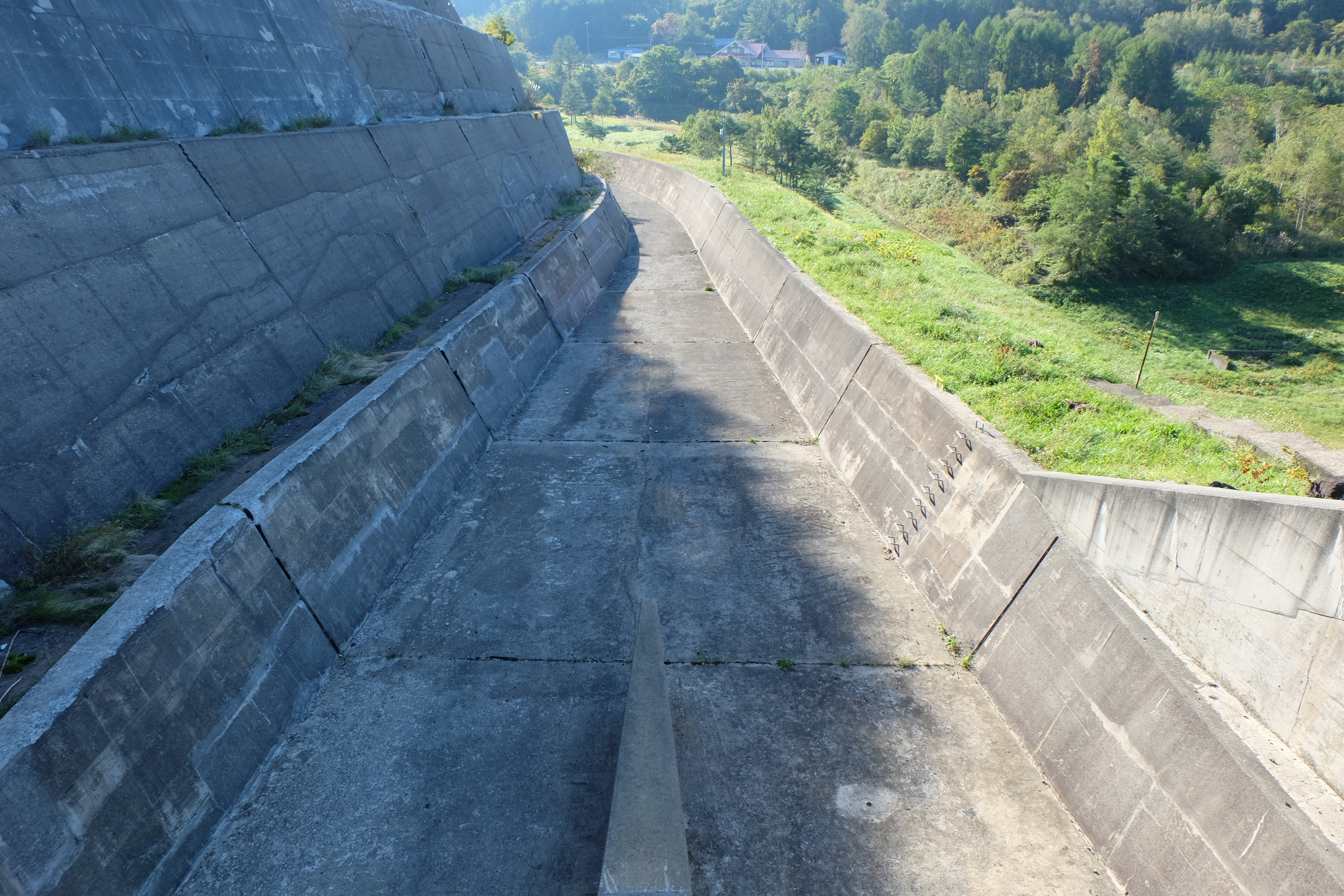
水路（2013年9月29日）
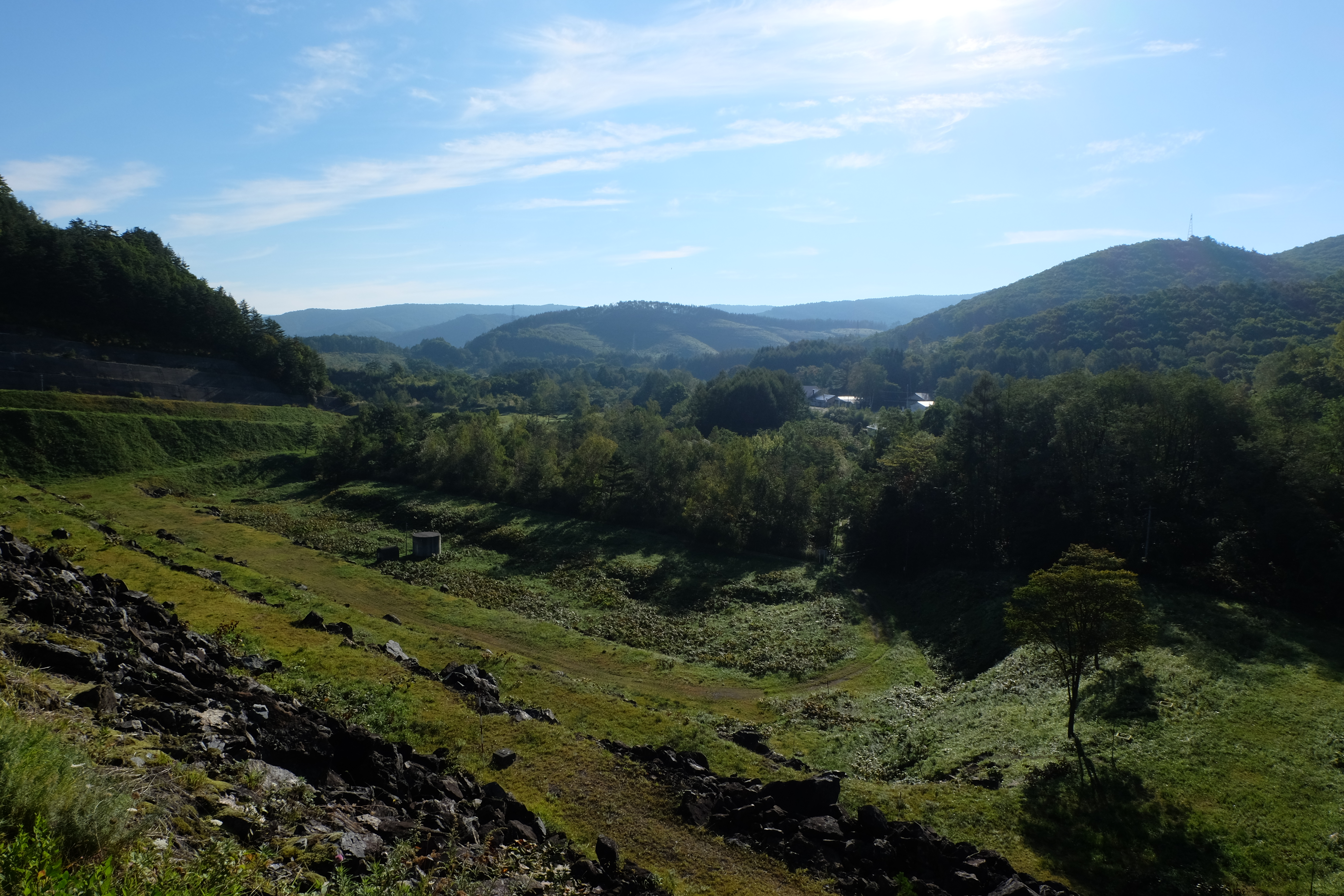
ダム天端からの眺望